# Шлейфер Ілля Йосипович
Ілля Йосипович Шлейфер (1892, містечко Докшиці Борисовського повіту Мінської губернії, тепер Вітебської області, Республіка Білорусь — розстріляний 31 травня 1937, Москва) — радянський господарський діяч, економіст, начальник Головтрансмашу СРСР. Кандидат у члени ЦК КП(б)У в січні 1934 — січні 1937 р. Член ВУЦВК.

## Біографія
Народився в єврейській родині. Член Бунду з 1911 по 1920 роки.
У 1915 році закінчив вчительський інститут у місті Вільно (Вільнюсі). У 1917 році закінчив Московський археологічний інститут.
У 1917 році — голова Ради робітничих депутатів у місті Ярославлі, потім — завідувач ярославської міської біржі праці. З 1918 року — член колегії відділу дошкільної освіти Народного комісаріату просвіти РРФСР.
Учасник Громадянської війни в Росії. У 1919 році служив полковим розвідником, представником політичного відділу 16-ї армії у 1-й Латиській стрілецькій дивізії РСЧА. У 1919—1920 роках — уповноважений Західного фронту в 5-й армії РСЧА.
Член РКП(б) з 1920 року.
У 1920 році — начальник продовольчого штабу 1-ї трудової армії в місті Челябінську, заступник голови особливої продовольчої комісії 4-ї армії РСЧА. У 1920—1921 роках — помічник начальника особливої продовольчої комісії Західного фронту.
У 1921 році — заступник народного комісара продовольства Киргизької АРСР; завідувач агітаційно-пропагандистського відділу Киргизького обласного комітету РКП(б) (призначений 21 серпня 1921). З жовтня 1921 року — виконувач обов'язків голови Ради праці і оборони Киргизької АРСР у місті Оренбурзі.
З 1922 року — начальник валютного управління, потім — начальник управління державних прибутків Народного комісаріату фінансів СРСР. У 1925—1930 роках — член колегії Народного комісаріату фінансів СРСР. З 1930 року — член колегії і начальник управління закордонних операцій Народного комісаріату торгівлі СРСР. У 1931 році працював членом урядової комісії в Монголії.
У 1931—1933 роках — студент Московського енергетичного інституту.
У 1933—1936 роках — заступник керуючого, керуючий об'єднання «Сталь» в Українській СРР.
У 1936 році — начальник Головного управління транспортного машинобудування (Головтрансмашу) Народного комісаріату важкої промисловості СРСР.
Автор книг «Денежная реформа» (1924), «За рентабельность металлургических заводов» (1935).
19 вересня 1936 року заарештований органами НКВС. Розстріляний 31 травня 1937 року. Посмертно реабілітований 20 березня 1958 року.